# ASA (transportföretag)
ASA Transporter AB är ett svenskt transport- och logistikföretag. Företaget arbetar huvudsakligen med budservice och diverse expressbud i Stockholms län, men har sedan 2012 kört transporter till sjukhus i Stockholmsområdet.
ASA grundades som ett lokalt transportföretag 1997, men har senare utbrett sig och börjat transporter i Stockholms city och Stockholms län. Företaget har sedan starten haft sitt huvudkontor i Farsta söder om Stockholm.
Sedan 2014 ägs ASA av Best Transport AB. ASA omsätter cirka 80 miljoner kronor per år, och 2012 var det mellan 50 och 100 miljoner kronor.

## Sjukvårdstransport
ASA håller även i sjukvårdstransporterna i Stockholms län. ASA fick ta över efter Panaxia efter deras konkurs 2012 och kör till exempel blod, organ och kroppsdelar mellan olika sjukhus. Alla transportbilar är utrustade med varningsljus, som till exempel på en ambulans. Dessa används endast när transportbilarna behöver komma fram till sjukhuset så snabbt som möjligt, till exempel inför- eller under en pågående operation.